# Nutzenfunktion (Mikroökonomie)
Eine Nutzenfunktion ist in der Wirtschaftswissenschaft und insbesondere der Mikroökonomie eine mathematische Funktion, die Präferenzen von Wirtschaftssubjekten beschreibt. Sie ordnet beliebigen Güterbündeln jeweils eine reelle Zahl zu, und zwar in der Weise, dass höher geschätzte Güterbündel größere Zahlen erhalten. Die zugeordneten Zahlen heißen Nutzen der jeweiligen Güterbündel.
In der mikroökonomischen Theorie beinhalten Nutzenfunktionen nur Aussagen über die Rangordnung: Liefert ein Güterbündel einen höheren Nutzen als ein anderes, so darf daraus lediglich gefolgert werden, dass ersteres aus Sicht des betreffenden Wirtschaftssubjekts „besser“ als letzteres ist; wie groß der Abstand zwischen den Zahlen ist, hat dabei keinerlei Bedeutung. Man bezeichnet derartige Nutzenfunktionen auch als ordinale Nutzenfunktionen, weil sie lediglich eine Ordnung der Güterbündel vorgeben. Das Konzept der ordinalen Nutzenfunktion basiert auf einem anderen theoretischen Fundament als die so genannten kardinalen Nutzenfunktionen, bei denen auch der Unterschied zwischen dem Nutzenwert zweier Güter interpretierbar ist.
Das Konzept der Nutzenfunktion wird sowohl unmittelbar in der Mikroökonomie als auch im Kontext makroökonomischer Fragestellungen eingesetzt.
Das Ziel der Nutzenmaximierung wird oft als handlungsbestimmendes Streben der Konsumenten angenommen (vgl. Homo oeconomicus). Ein alternatives Ziel wäre das Satisficing (eine Anspruchserfüllung).

## Definition
Im Folgenden wird jeweils von lediglich ordinaler Messbarkeit des Nutzens ausgegangen und die Nutzenfunktion wird so eingeführt, wie sie in der Haushaltstheorie konstruiert wird.

### Illustrative Definition im Zwei-Güter-Fall

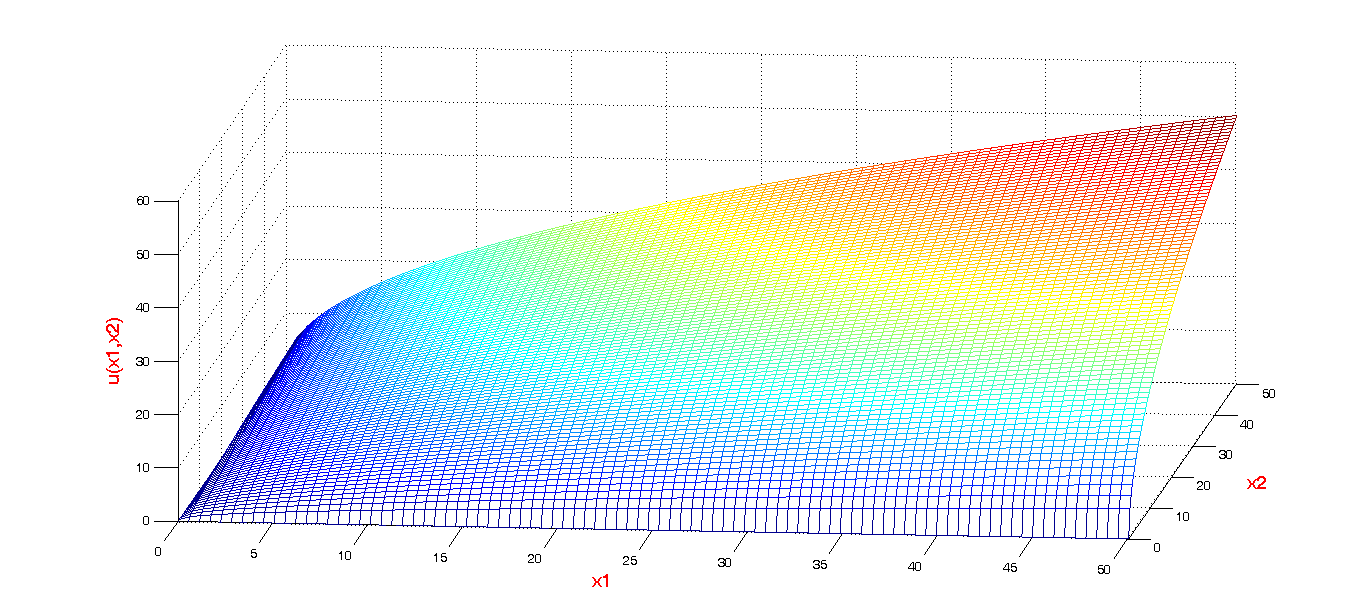
Nutzenfunktion im Zwei-Güter-Fall (hier: Cobb-Douglas-Nutzenfunktion, siehe unten).

Beschränkt man zunächst zur Vereinfachung den Umfang der Güterbündel auf zwei Güter, so kann man sich beispielsweise ein Güterbündel A vorstellen, das sich aus zwei Güterarten zusammensetzt: Kiwi (Gut 1) und Kirschen (Gut 2). In Güterbündel A sei nun eine gewisse Menge Kiwi – bezeichnet mit {\displaystyle x_{1}^{A}} – und eine gewisse Menge Kirschen – bezeichnet mit {\displaystyle x_{2}^{A}} enthalten; man schreibt für dieses Güterbündel kurz {\displaystyle A=(x_{1}^{A},x_{2}^{A})}. Analog stellt man sich ein zweites Güterbündel B aus Kiwi und Kirschen vor, das entsprechend durch {\displaystyle B=(x_{1}^{B},x_{2}^{B})} dargestellt ist. Mit konkreten Werten kann man sich beispielsweise vorstellen, dass {\displaystyle A=(2,6)}, das heißt in Güterbündel A sind zwei Kiwi und sechs Kirschen enthalten, während {\displaystyle B=(3,6)}. Nimmt man wie üblich an, dass die Präferenzen monoton sind (salopp: „mehr ist besser“), sollte der Haushalt B gegenüber A vorziehen. Es gibt unendlich viele Nutzenfunktionen, die die Präferenzen abbilden können, da sie ja lediglich sicherstellen müssen, dass der Funktionswert an der Stelle {\displaystyle (3,6)} größer ist als der an der Stelle {\displaystyle (2,6)}. Beispielsweise könnte man eine Funktion {\displaystyle u_{1}} verwenden, mit der {\displaystyle u_{1}(A)=300} und {\displaystyle u_{1}(B)=890}. Auch negative Werte sind möglich: Sei {\displaystyle u_{2}} eine andere Nutzenfunktion und {\displaystyle u_{2}(A)=-3} bzw. {\displaystyle u_{2}(B)=-1}, dann ist auch diese Nutzenfunktion konsistent mit den Präferenzen des Haushalts.
Analog müssen Güterkombinationen, die der Haushalt gleich gerne mag, auch gleiche Nutzenwerte erhalten. Wenn zum Beispiel das Güterbündel {\displaystyle C=(4,10)} als gleich gut empfunden wird wie das Güterbündel {\displaystyle D=(2,11)}, dann muss auch für jede Nutzenfunktion gelten, dass {\displaystyle u(C)=u(D)}.

### Formale Definition
In der mikroökonomischen Theorie geht man davon aus, dass Wirtschaftssubjekte Präferenzen über die ihnen potenziell zur Verfügung stehenden Auswahlalternativen haben. Mathematisch lassen sich derartige Präferenzen (die sehr allgemein sein können) als binäre Relationen darstellen. Beispielsweise wird so {\displaystyle R} als Präferenz-Indifferenz-Relation vereinbart. Seien nun {\displaystyle \mathbf {x} _{a}} und {\displaystyle \mathbf {x} _{b}} Vektoren von Gütern aus einer Menge {\displaystyle X} von Alternativen, dann wird durch {\displaystyle \mathbf {x} _{a}R\mathbf {x} _{b}:=(\mathbf {x} _{a},\mathbf {x} _{b})\in R} ausgedrückt, dass das Güterbündel {\displaystyle \mathbf {x} _{a}} mindestens so gut wie oder besser als {\displaystyle \mathbf {x} _{b}} bewertet wird. Um diese Information in der korrespondierenden Nutzenfunktion zu bewahren, muss auch dort der Funktionswert der Nutzenfunktion für {\displaystyle \mathbf {x} _{a}} gleich hoch oder höher sein als der von {\displaystyle \mathbf {x} _{b}}. Dies führt auf folgende exakte Definition:
Definition: Eine Funktion {\displaystyle u\colon X\rightarrow \mathbb {R} } ist eine Nutzenfunktion, die die Präferenz-Indifferenz-Relation {\displaystyle R} abbildet, wenn für alle Güterbündel {\displaystyle \mathbf {x} _{a},\mathbf {x} _{b}\in X} gilt: {\displaystyle \mathbf {x} _{a}R\mathbf {x} _{b}\Leftrightarrow u(\mathbf {x} _{a})\geq u(\mathbf {x} _{b})}.
Nutzenfunktionen ermöglichen es so, bestimmte Präferenz-Indifferenz-Relationen äquivalent funktional zu repräsentieren (siehe auch der Abschnitt Existenz einer Nutzenfunktion in diesem Artikel). Ihr Vorteil liegt in der vergleichsweise wesentlich einfacheren mathematischen Handhabbarkeit.
Ebenso wie bei der Analyse der Präferenzrelationen kann auch hier die Indifferenz und die strikte Präferenz aus der Präferenz-Indifferenz-Relation hergeleitet werden. Die Definition der strikten Präferenz {\displaystyle P} lautet: Für zwei Alternativen {\displaystyle \mathbf {x} _{a}} und {\displaystyle \mathbf {x} _{b}} ist genau dann {\displaystyle \mathbf {x} _{a}P\mathbf {x} _{b}}, wenn (1) {\displaystyle \mathbf {x} _{a}R\mathbf {x} _{b}}, aber (2) nicht zugleich {\displaystyle \mathbf {x} _{b}R\mathbf {x} _{a}}. Handelt es sich bei {\displaystyle u} nun um eine Nutzenfunktion, so gilt mit ihrer obigen Definition wegen (1), dass {\displaystyle u(\mathbf {x} _{a})\geq u(\mathbf {x} _{b})} und wegen (2), dass nicht {\displaystyle u(\mathbf {x} _{b})\geq u(\mathbf {x} _{a})}, was eben impliziert, dass bei strikter Präferenz auch tatsächlich {\displaystyle u(\mathbf {x} _{a})>u(\mathbf {x} _{b})}. Analog zeigt sich auch für die Indifferenzrelation {\displaystyle I}, dass sie nach obiger Definition von {\displaystyle R} gerade dadurch in der Nutzenfunktion zum Ausdruck gebracht wird, dass für zwei für gleichwertig erachtete Güterbündel {\displaystyle \mathbf {x} _{a},\mathbf {x} _{b}:u(\mathbf {x} _{a})=u(\mathbf {x} _{b})}. Wie groß der Abstand zwischen den Funktionswerten ist oder wie hoch die Funktionswerte selbst sind, ist ohne Aussagekraft.

## Einordnung und Eigenschaften

### Nutzenkonzept und Transformationen der Nutzenfunktion
Die für die obige Definition zugrunde gelegte Interpretation ist recht allgemein gefasst, dergestalt dass die konkreten Nutzenwerte für sich nicht interpretierbar sind – es geht beim Vergleich von Güterbündeln lediglich darum, wie sich die zwei korrespondierenden Nutzenwerte zueinander verhalten, das heißt ob einer größer, gleich groß oder kleiner als der andere ist. Dies basiert auf dem Ansatz, die Messbarkeit des Nutzens als ausschließlich ordinal aufzufassen. Das Nutzenkonzept der modernen Haushaltstheorie fußt auf dieser Annahme, da in den Präferenzrelationen keinerlei weitere Informationen enthalten sind (paarweiser Vergleich von Alternativen). Es ist damit intuitiv einsichtig, dass Nutzenfunktionen im oben definierten Sinne auch beliebig positiv streng monoton transformiert werden können, dass also {\displaystyle f\left[u(\mathbf {x} )\right]} dieselben Informationen enthält wie {\displaystyle u(\mathbf {x} )}, wenn nur {\displaystyle f\colon \mathbb {R} \rightarrow \mathbb {R} } streng monoton steigend in {\displaystyle u} ist.
Denkbar – aber nicht mit obigem Konzept vereinbar – sind hingegen durchaus auch andere Typen von Nutzenfunktionen. Misst man den Nutzen beispielsweise auf einer Kardinalskala, so wäre eine Transformation {\displaystyle f} nur dann zulässig, wenn sie positiv affin ist, wenn also {\displaystyle f\left[u(\mathbf {x} )\right]=a+b\cdot u,\;b>0}. Die restriktiveren Anforderungen der Kardinalskala korrespondieren allerdings mit erweiterten Interpretationsmöglichkeiten, denn hier wäre es durchaus möglich, aus der Tatsache, dass der Nutzenwert beim Übergang von Güterbündel {\displaystyle \mathbf {x} _{a}} zu  {\displaystyle \mathbf {x} _{b}} um 10 steigt, während er beim Übergang von {\displaystyle \mathbf {x} _{a}} zu {\displaystyle \mathbf {x} _{c}} um 20 steigt, zu folgern, dass der zusätzliche Nutzen von {\displaystyle \mathbf {x} _{c}} gegenüber {\displaystyle \mathbf {x} _{a}} doppelt so hoch ist wie der von {\displaystyle \mathbf {x} _{b}} gegenüber {\displaystyle \mathbf {x} _{a}}.
Misst man den Nutzen auf einer Verhältnisskala, so wäre eine Transformation {\displaystyle f} nur dann zulässig, wenn sie positiv linear ist, wenn also {\displaystyle f\left[u(\mathbf {x} )\right]=b\cdot u,\;b>0}. Hier könnte man daraus, dass der Nutzen von Güterbündel {\displaystyle \mathbf {x} _{a}} doppelt so groß ist wie der von {\displaystyle \mathbf {x} _{b}}, folgern, dass ersteres Bündel auch einen doppelt so hohen Nutzen wie letzteres stiftet.
Im Extremfall ist überhaupt keine Transformation zulässig (Absolutskala), wobei dann selbst die absolute Nutzenhöhe (zum Beispiel {\displaystyle u(\mathbf {x} _{a})=12}) interpretierbar wäre.

### Existenz einer Nutzenfunktion
Setzt man die Existenz einer Präferenzordnung voraus, kann diese nicht in allen Fällen durch eine Nutzenfunktion repräsentiert werden. Vielmehr sind zusätzliche Anforderungen an die Alternativenmenge oder die Präferenzordnung zu stellen.

### Funktionale Eigenschaften
Basierend auf den zugehörigen Präferenzordnungen lassen sich auch Aussagen über die Eigenschaften einer Nutzenfunktion treffen.
Zusammenhang zwischen den Eigenschaften der Präferenzrelation und den Eigenschaften der daraus konstruierten Nutzenfunktion:
- {\displaystyle u(\mathbf {x} )} ist streng monoton steigend genau dann (und nur dann), wenn die zugrunde liegende Präferenz-Indifferenz-Relation {\displaystyle R} die Eigenschaft der strengen Monotonität erfüllt.
- {\displaystyle u(\mathbf {x} )} ist quasikonkav genau dann (und nur dann), wenn die zugrunde liegende Präferenz-Indifferenz-Relation {\displaystyle R} konvex ist.
- {\displaystyle u(\mathbf {x} )} ist sogar strikt quasikonkav genau dann (und nur dann), wenn die zugrunde liegende Präferenz-Indifferenz-Relation {\displaystyle R} strikt konvex ist.

Dabei bezeichnet man eine Präferenz-Indifferenz-Relation als streng monoton, wenn {\displaystyle \forall \mathbf {x} _{a},\mathbf {x} _{b}:(\mathbf {x} _{a}\geq \mathbf {x} _{b})\wedge (\mathbf {x} _{a}\neq \mathbf {x} _{b})\implies \mathbf {x} _{a}P\mathbf {x} _{b}}; als konvex, wenn {\displaystyle \forall \mathbf {x} _{a},\mathbf {x} _{b},\mathbf {x} _{c}:\mathbf {x} _{a}R\mathbf {x} _{c}\wedge \mathbf {x} _{b}R\mathbf {x} _{c}\implies \forall t\in [0,1]:(t\mathbf {x} _{a}+(1-t)\mathbf {x} _{b})R\mathbf {x} _{c}} und als strikt konvex, wenn {\displaystyle \forall \mathbf {x} _{a},\mathbf {x} _{b},\mathbf {x} _{c}:(\mathbf {x} _{a}R\mathbf {x} _{c}\wedge \mathbf {x} _{b}R\mathbf {x} _{c})\wedge (\mathbf {x} _{a}\neq \mathbf {x} _{b})\implies \forall t\in (0,1):(t\mathbf {x} _{a}+(1-t)\mathbf {x} _{b})P\mathbf {x} _{c}}. Siehe ausführlicher der Artikel Präferenzrelation.

## Indifferenzkurve
Nutzenfunktionen geben wie oben definiert das Nutzenniveau an, das bestimmte Güterbündel generieren. Betrachtet man die Funktion von einer anderen Seite, kann man auch ein gewisses Nutzenniveau {\displaystyle {\overline {u}}} vorgeben und nach den Güterbündeln fragen, mit denen sich dieses erreichen lässt. Dies bildet die Grundlage für das Konzept einer Indifferenzkurve (auch Nutzen-Isoquante oder Iso-Nutzenfunktion). Geht man von einem Güterbündel {\displaystyle \mathbf {x} _{a}} aus, dann handelt es sich bei einer Indifferenzkurve formal um die Menge aller Güterbündel {\displaystyle \mathbf {x} }, für die gilt, dass {\displaystyle \mathbf {x} I\mathbf {x} _{a}} (Indifferenzmenge zu {\displaystyle \mathbf {x} _{a}}).
Im Zwei-Güter-Fall lassen sich Indifferenzkurven wie nebenstehend recht einfach visualisieren. Zwischen der horizontalen und der vertikalen Achse befindet sich die Menge aller möglichen Güterbündel (jeder Punkt in diesem Bereich markiert eine bestimmte Kombination von Gut 1 und Gut 2). Auf der Indifferenzkurve 2 liegen beispielsweise sämtliche Punkte, die dem Haushalt den gleichen Nutzen stiften wie B und man sieht so unter anderem, dass der Haushalt zwischen C und B indifferent ist (das heißt C und B gleich gut findet). Nimmt man wie üblich Monotonität der Präferenzen an („mehr ist besser“), dann stehen Indifferenzkurven für ein umso höheres Nutzenniveau, je weiter sie vom Ursprung entfernt liegen – die Güterbündel auf Indifferenzkurve 2 sind also stets besser als diejenigen auf Kurve 1.
Mathematisch ist eine Indifferenzmenge im oben definierten Sinne eine Niveaumenge zur Nutzenfunktion. Ist beispielsweise {\displaystyle u(x_{1},x_{2})={\sqrt {x_{1}x_{2}}}} eine Nutzenfunktion, dann sind unter anderem die Güterbündel {\displaystyle (2,8)}, {\displaystyle (8,2)} und {\displaystyle (4,4)} Punkte auf der Indifferenzkurve zum Nutzenniveau 4, denn {\displaystyle u(2,8)=u(8,2)=u(4,4)={\overline {u}}={\sqrt {16}}}.

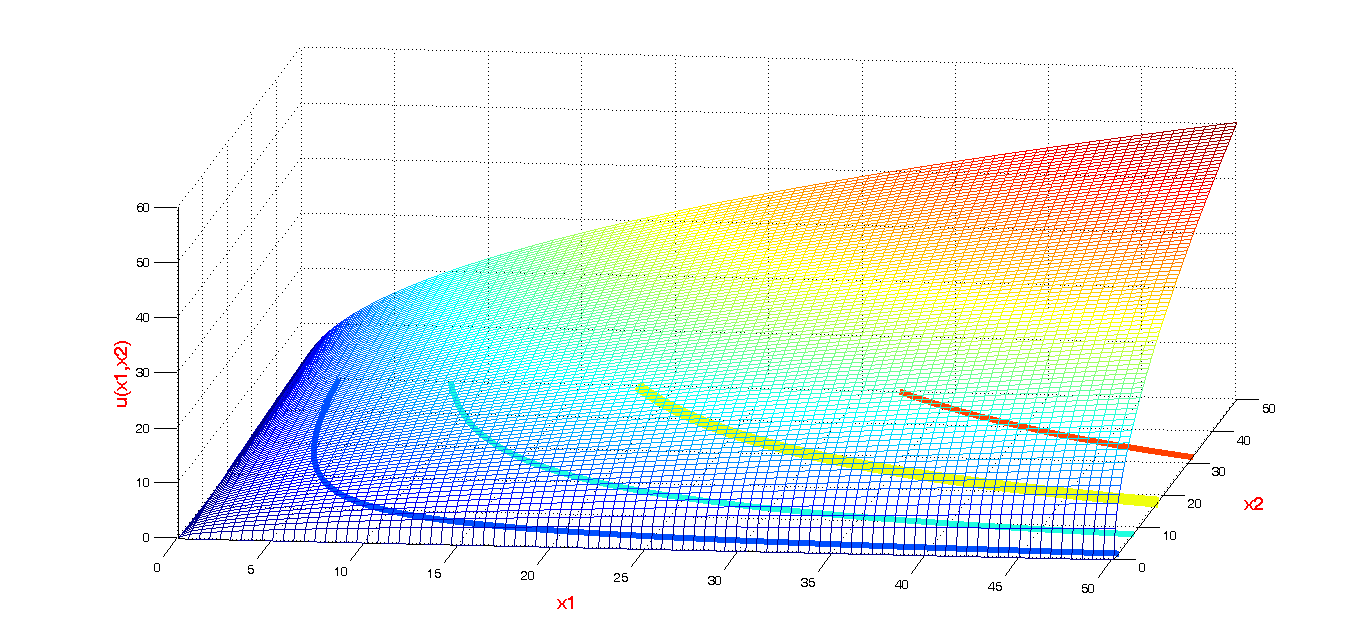
Visualisierung der Eigenschaft als Niveaumenge – Indifferenzkurven als Konturlinien der Nutzenfunktion. Im Beispiel: Cobb-Douglas-Nutzenfunktion wie oben; in der (x1,x2)-Ebene sind vier Konturlinien/Indifferenzkurven eingezeichnet. (Beachte, dass die x2-Achse hier aus Gründen der Übersichtlichkeit die x1-Achse nicht im Nullpunkt schneidet; stellt man sich die Achse hingegen auf der linken Seite vor, zeigt sich das vertraute Bild einer Indifferenzkurve im Zwei-Güter-Fall.)

Aus der Eigenschaft folgt auch, dass sich Indifferenzkurven nicht schneiden können. Wären nämlich A und B zwei echt verschiedene Indifferenzmengen und gäbe es ein Güterbündel {\displaystyle \mathbf {x} '}, das sowohl in A als auch in B enthalten ist, dann würde dies notwendig auf einen Widerspruch führen. Nach Definition einer Indifferenzmenge würde nämlich für alle anderen Güterbündel aus A gelten, dass sie den gleichen Nutzen wie {\displaystyle \mathbf {x} '} generieren (weil {\displaystyle \mathbf {x} '} in A enthalten ist); für alle anderen Güterbündel aus B wiederum gölte dasselbe (weil {\displaystyle \mathbf {x} '} in B enthalten ist), was darauf führt, dass alle Güterbündel in A und B den gleichen Nutzen wie {\displaystyle \mathbf {x} '} generieren. Dann können die Indifferenzmengen aber nicht echt verschieden sein – im Widerspruch zur Annahme.

## Grenznutzen und Grenzrate der Substitution

### Grenznutzen
Die erste partielle Ableitung {\displaystyle \partial u(\mathbf {x} )/\partial x_{i}} der Nutzenfunktion nach einem Gut {\displaystyle x_{i}} bezeichnet man als Grenznutzen dieses Gutes. Anschaulich gibt der Grenznutzen an, wie viel zusätzlichen Nutzen eine marginale Erhöhung der Menge von Gut {\displaystyle x_{i}} stiften würde, wobei die Menge aller anderen Güter unverändert gelassen wird. Ein Grenznutzen von {\displaystyle 0} bedeutet, dass für dieses Gut Sättigung eingetreten ist. Eine weitere Einheit dieses Gutes würde (bei einem konkaven Funktionsverlauf) keinen zusätzlichen Nutzen stiften.
Es ist zu bedenken, dass ebenso wie die Nutzenfunktion auch die Grenznutzenfunktion bzw. der Grenznutzen eines Gutes für sich genommen keine Aussagekraft hat. Betrachtet man beispielsweise im Zwei-Güter-Fall eine Nutzenfunktion {\displaystyle u(x_{1},x_{2})=x_{1}+3x_{2}^{2}}, dann beträgt der Grenznutzen von Gut 2 {\displaystyle 6x_{2}}. Eine streng monotone positive Transformation der Nutzenfunktion {\displaystyle v=3\cdot u(x_{1},x_{2})=3x_{1}+9x_{2}^{2}} führt allerdings dazu, dass sich der Grenznutzen von Gut 2 nunmehr auf {\displaystyle 18x_{2}} beläuft – er wird also ebenfalls verdreifacht, was deutlich macht, dass Grenznutzenwerte beliebig transformiert werden können. Allerdings zeigt sich, dass demgegenüber das Verhältnis der Grenznutzen verschiedener Güter sehr wohl interpretierbar ist, wie der nachfolgende Abschnitt zeigt.

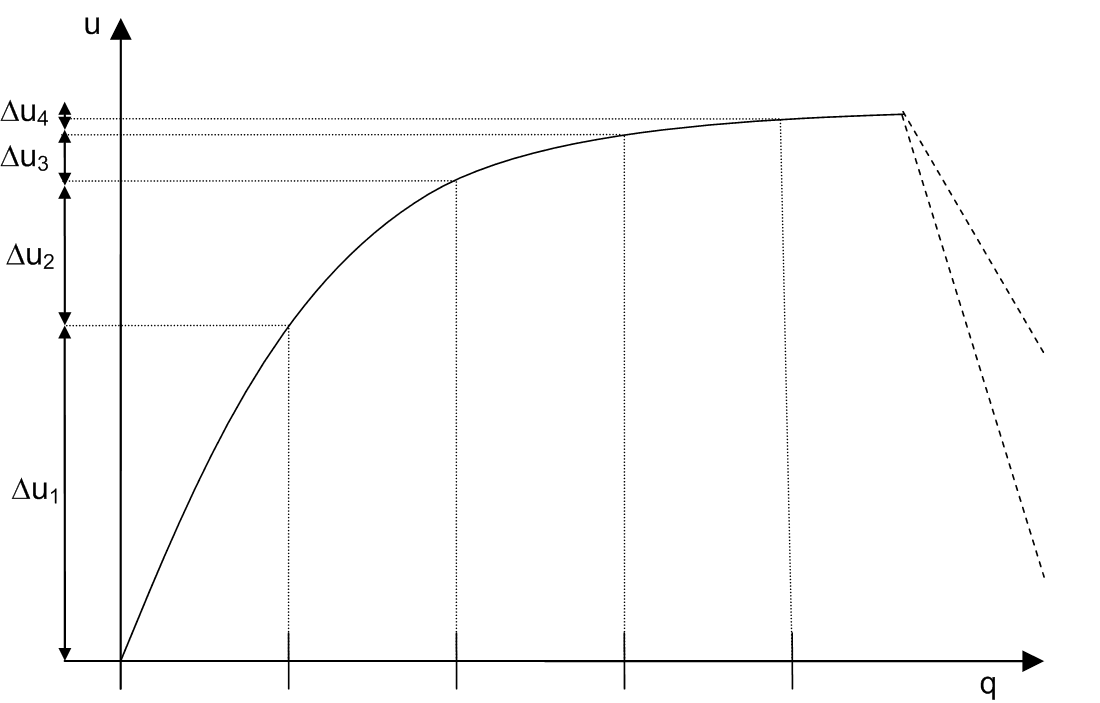
Illustration des Ersten Gossen’schen Gesetzes. Auf der horizontalen Achse ist die Gütermenge, auf der vertikalen der Nutzen abgetragen (Nutzenfunktion im Ein-Güter-Fall).

In manchen Anwendungen wird angenommen, dass der Grenznutzen von Gütern in der Menge typischerweise abnehmend ist; bereits Hermann Heinrich Gossen stellte im Rahmen seiner Nutzentheorie die Behauptung auf, dass der zusätzliche Nutzen weiterer Einheiten eines Gutes immer geringer werde, je mehr Einheiten man von dem Gut bereits besitzt (Erstes Gossen’sches Gesetz). Allerdings muss bedacht werden, dass die Annahme nicht mit einer ordinalen Nutzentheorie wie sie oben haushaltstheoretisch fundiert zugrunde gelegt wurde, vereinbar ist. Dies deshalb, weil die Nutzenwerte ja gerade keine Bedeutung haben – die Tatsache, dass damit eine Nutzenfunktion {\displaystyle u_{1}} mit {\displaystyle u_{1}(1,1)=1} und {\displaystyle u_{1}(1,2)=2} äquivalent ist zu {\displaystyle u_{2}} mit {\displaystyle u_{2}(1,1)=1} bzw. {\displaystyle u_{2}(1,2)=100} zeigt so aber, dass entsprechende zulässige Modifikationen der Nutzenfunktion die Grenznutzenveränderung signifikant beeinflussen können, woraus folgt, dass der zu- oder abnehmende Charakter bei Anwendung eines ordinalen Konzepts keine Interpretationsmöglichkeit bietet.
Eine weitere übliche Annahme ist ein strikt positiver Grenznutzen, das heißt jede zusätzliche Einheit eines Gutes generiert einen Mehrnutzen. Diese Annahme korrespondiert in der präferenztheoretischen Fundierung mit der Annahme strenger Monotonität der Haushaltspräferenzen, wonach in jeder Umgebung eines Güterbündels ein strikt präferiertes Güterbündel existiert, in dem von allen verbliebenen Gütern gleich viel, von mindestens einem Gut aber mehr enthalten ist.

### Grenzrate der Substitution
Im Zwei-Güter-Fall bezeichnet man den Absolutbetrag der Steigung einer Indifferenzkurve auch als Grenzrate der Substitution {\displaystyle (GRS)}. Es ist
{\displaystyle {\mathit {GRS}}_{1,2}(x_{1},x_{2})\equiv |f'(x_{1})|=-f'(x_{1})={\frac {\partial u(x_{1},x_{2})/\partial x_{1}}{\partial u(x_{1},x_{2})/\partial x_{2}}}}
(lies: Grenzrate der Substitution von Gut 1 bezüglich Gut 2), also gerade das Verhältnis der Grenznutzen.
Dies kann man wie folgt zeigen: Da {\displaystyle f} in {\displaystyle x_{1}} fällt, ist {\displaystyle f'(\cdot )<0} und somit auch {\displaystyle |f'(x_{1})|=-f'(x_{1})}, was die vorletzte Gleichung erklärt. Weiter gilt für ein Güterbündel {\displaystyle \mathbf {x} =(x_{1},x_{2})}, dass die Indifferenzkurve in der {\displaystyle (x_{1},x_{2})}-Ebene liegt, sodass man sie direkt als Funktion notieren kann, für die {\displaystyle x_{2}=f(x_{1})}. Damit kann man das Güterbündel als {\displaystyle (x_{1},f(x_{1}))} darstellen und es gilt nach Definition der Indifferenzkurve, dass {\displaystyle u(x_{1},f(x_{1}))={\overline {u}}} (konstant).  Die Ableitung von {\displaystyle u(\cdot )} bezüglich {\displaystyle x_{1}} lautet nun darüber hinaus
{\displaystyle {\frac {\partial u(x_{1},x_{2})}{\partial x_{1}}}+{\frac {\partial u(x_{1},x_{2})}{\partial x_{2}}}f'(x_{1})=0}
(sie entspricht {\displaystyle 0} wegen {\displaystyle {\overline {u}}=\mathrm {const.} }), was zusammen mit {\displaystyle {\mathit {GRS}}=-f'(x_{1})} exakt auf die aufgeführte Gleichung der GRS führt – was zu zeigen war.
Die GRS gibt an, mit welchem Austauschverhältnis ein Haushalt bereit ist, eine marginale Einheit von Gut 2 gegen eine von Gut 1 einzutauschen. Diese Grenzrate der Substitution ist invariant gegenüber positiv streng monotoner Transformation. Das Konzept kann auch für eine größere Zahl von Gütern verwendet werden, wobei dann entsprechend für beliebige Güter {\displaystyle a,b}:
{\displaystyle {\mathit {GRS}}_{a,b}(\mathbf {x} )={\frac {\partial u(\mathbf {x} )/\partial x_{a}}{\partial u(\mathbf {x} )/\partial x_{b}}}}.
Die GRS wird üblicherweise als streng monoton fallend angenommen, was äquivalent zu der Aussage ist, dass Indifferenzkurven konvex sind und auch unmittelbar mit der Konvexitätsannahme der Präferenzen in der präferenztheoretischen Fundierung korrespondiert. Intuitiv bedeutet dies im Zwei-Güter-Fall, dass man für den Verzicht auf eine marginale Einheit von Gut 2 mit umso mehr Einheiten von Gut 1 kompensiert werden muss, je weniger man von Gut 2 besitzt.

## Beispiele für Nutzenfunktionen

### Cobb-Douglas- und CES-Nutzenfunktion
Als Cobb-Douglas-Nutzenfunktion bezeichnet man meist eine Nutzenfunktion der Form
{\displaystyle u(\mathbf {x} )=\beta \cdot \prod _{i=1}^{n}x_{i}^{\alpha _{i}}=\beta \cdot x_{1}^{\alpha _{1}}\cdot \dotsc \cdot x_{n}^{\alpha _{n}}}
mit {\displaystyle \beta >0}; {\displaystyle x_{i}>0} und {\displaystyle \alpha _{i}>0} für alle {\displaystyle i=1,\dotsc ,n}. Vereinfacht trifft man im Zwei-Güter-Fall jedoch häufig die Annahme, dass {\displaystyle \beta =1} und dass sich die Exponenten gerade zu eins aufsummieren, was konstante Skalenerträge gewährleistet:
{\displaystyle u(x_{1},x_{2})=x_{1}^{\alpha }\cdot x_{2}^{1-\alpha }} mit {\displaystyle \alpha \in (0,1)}.
Die Cobb-Douglas-Nutzenfunktion ist eine gebräuchliche Unterklasse der allgemeinen CES-Nutzenfunktion
{\displaystyle u(\mathbf {x} )=\beta \cdot \left[\alpha _{1}x_{1}^{-\rho }+\alpha _{2}x_{2}^{-\rho }+\dotsc +\alpha _{n}x_{n}^{-\rho }\right]^{-\gamma /\rho }}
mit {\displaystyle \beta ,\gamma >0}; {\displaystyle x_{i}>0} und {\displaystyle \alpha _{i}>0} für alle {\displaystyle i=1,\dotsc ,n} sowie {\displaystyle \rho \neq 0}. Sie konvergiert für {\displaystyle \rho \rightarrow 0} gerade gegen die Cobb-Douglas-Funktion.

### Quasi-lineare Nutzenfunktion
Eine Nutzenfunktion ist quasilinear, wenn sie die Form
{\displaystyle u(\mathbf {x} )=x_{1}+v(x_{2},\ldots ,x_{n})}
besitzt, wobei {\displaystyle v(\cdot )} wieder eine Nutzenfunktion ist. Im einfachsten Fall ist {\displaystyle \mathbf {x} =(x_{1},x_{2})} und entsprechend {\displaystyle u(x_{1},x_{2})=x_{1}+v(x_{2})}. Die Funktion ist quasilinear in {\displaystyle x_{1}}, das heißt, sie ist „teilweise linear“. Im Zwei-Güter-Fall unterscheiden sich Indifferenzkurven von quasilinearen Nutzenfunktionen grafisch nur durch die Höhe des vertikalen Achsenabschnitts. Für eine gegebene Menge von Gut 1 haben somit alle Indifferenzkurven die gleiche Steigung.
Bei quasilinearen Präferenzen existiert lokal kein Einkommenseffekt, solange das Einkommen m groß genug ist, das heißt die Änderung der Nachfrage infolge einer Preisänderung irgendeines Gutes ist dort vollständig auf den Substitutionseffekt zurückzuführen.

### Limitationale Nutzenfunktion
Bei der limitationale Nutzenfunktion stehen die Faktoren in einem bestimmten Einsatzverhältnis, d. h., der Nutzen steigt nur dann, wenn beide Faktoren vermehrt eingesetzt werden. Eine häufig genutzte limitationale Nutzenfunktion ist die Leontief-Produktionsfunktion.

### Intertemporale Nutzenfunktion
Eine intertemporale Nutzenfunktion bildet Präferenzen über Konsumalternativen ab, die zu verschiedenen Zeitpunkten zur Verfügung stehen. Mit ihr kann unter anderem erklärt werden, warum und in welcher Höhe Menschen sparen oder Kredite aufnehmen.
In Einklang mit empirisch beobachtbarem Verhalten geht man bei intertemporalen Präferenzen oft davon aus, dass Individuen einen zeitnäheren Konsum gegenüber einem zeitfernerer Konsum in gleicher Höhe vorziehen; man spricht hier von einer positiven Zeitpräferenz. In Nutzenfunktionen wird diese positive Zeitpräferenz häufig durch Diskontfaktoren abgebildet, wobei man vereinfachend oft von einer konstanten Zeitpräferenzrate auch bei Einkommensveränderungen ausgeht.
Beispielsweise wird in Overlapping-Generations-Modellen gewöhnlich davon ausgegangen, dass Individuen genau zwei Perioden leben: In der ersten Periode haben sie ein Einkommen {\displaystyle \omega _{t}^{1}}, das sie konsumieren oder sparen können. In der zweiten Periode leben sie dann von ihren (verzinsten) Ersparnissen sowie einer zusätzlichen kleineren Ausstattung (beispielsweise einem staatlichen Zuschuss). Die Individuen maximieren dann den Nutzen über den gesamten Konsum während ihres Lebens, das heißt, sie maximieren eine intertemporale Nutzenfunktion
{\displaystyle U^{t}\left(c_{t}^{1},c_{t}^{2}\right)},
wobei im skizzierten Beispiel stark vereinfachend und in Abwesenheit von Transfersystemen {\displaystyle c_{t}^{1}=\omega _{t}^{1}-s_{t}} und {\displaystyle c_{t}^{2}=\left(1+r_{t+1}\right)s_{t}+\omega _{t}^{2}} ({\displaystyle c_{t}^{1}} ist der Konsum eines in {\displaystyle t} geborenen Individuums in Periode {\displaystyle t}, {\displaystyle c_{t}^{2}} ist der Konsum eines in {\displaystyle t} geborenen Individuums in Periode {\displaystyle t+1} (d. h. eben seinem zweiten Lebensabschnitt), {\displaystyle r_{t+1}} ist der Zinssatz auf die Ersparnisse {\displaystyle s_{t}} zwischen der Periode {\displaystyle t} und {\displaystyle t+1}).
Die Zeitpräferenzrate eines Wirtschaftssubjektes ist die private Zeitpräferenzrate, während die einer Gesellschaft als soziale Zeitpräferenzrate bezeichnet wird. Das Konzept der Indifferenzkurve lässt sich analog anwenden.

### Von-Neumann-Morgenstern-Erwartungsnutzenfunktion
Entscheidungen unter Unsicherheit werden mikroökonomisch oft als Lotterie modelliert. Der Nutzen der Wahl einer Alternative ist hier nicht unmittelbar bekannt. Statt einer Nutzenfunktion wird daher eine Erwartungsnutzenfunktion (auch VNM-Nutzenfunktion) für die Modellierung der Präferenzen des Akteurs eingesetzt.
Dabei wird der Erwartungswert über eine (typischerweise eindimensionale) Nutzenfunktion für die einzelnen Alternativen als Nutzenwert definiert. Die Nutzenfunktion der jeweiligen Alternativen und deren Wahrscheinlichkeitsverteilung bestimmen daher den Nutzen einer Lotterie: Erwartungsnutzen ist einfach der Erwartungswert des Nutzens der Alternativen. Eine solche Nutzenfunktion wird auch als Von-Neumann-Morgenstern-(Erwartungs)-Nutzenfunktion bezeichnet.
{\displaystyle V(z)=\operatorname {E} [u(z)]=\sum _{i=1}^{N}p_{i}\cdot u(z_{i})}
{\displaystyle V} bezeichnet die Erwartungsnutzenfunktion über die Zufallsvariable {\displaystyle z} ({\displaystyle i} Zustände, die mit der jeweiligen Wahrscheinlichkeit {\displaystyle p_{i}} eintreten) und {\displaystyle u} ist die sogenannte Bernoulli-Nutzenfunktion in Abhängigkeit von {\displaystyle z}. Die Von-Neumann-Morgenstern-Nutzenfunktion ist somit nichts anderes als der mit den Wahrscheinlichkeiten gewichtete Nutzen aus den verschiedenen Zuständen, die aus der Lotterie resultieren können.
Die Existenz einer Erwartungsnutzenfunktion setzt jedoch stärkere Annahmen voraus, insbesondere das umstrittene Unabhängigkeitsaxiom, gemäß dem irrelevante Alternativen keinen Einfluss auf das Ergebnis haben dürfen. Unabhängig von der Zulässigkeit einer Erwartungsnutzenformulierung können ökonomisch Handelnde als risikofreudig, risikoneutral oder risikoscheu eingestuft werden.

#### Risikoaversion
Nutzenfunktionen in der Erwartungsnutzentheorie unterscheiden sich nach dem in ihnen zum Ausdruck kommenden Grad der Risikoaversion von Individuen. Man bezeichnet ein Individuum als risikoavers, wenn es einer Lotterie mit dem Erwartungswert a ein sicheres Einkommen in Höhe von a vorzieht, beispielsweise also wenn das Individuum den sicheren Betrag von 50 Euro gegenüber einer Lotterie vorzieht, bei der es mit 50-prozentiger Wahrscheinlichkeit 100 Euro, mit 50-prozentiger Wahrscheinlichkeit jedoch nur 0 Euro erhält. Man kann zeigen, dass unter üblichen Annahmen ein Individuum genau dann (und nur dann) risikoavers ist, wenn seine Von-Neumann-Morgenstern-Erwartungsnutzenfunktion strikt konkav ist.
Gemäß dem Arrow-Pratt-Maß ergeben sich aus den Nutzenfunktionen folgende Unterklassen:
- CRRA: Konstante relative Risikoaversion
- IRRA: Ansteigende relative Risikoaversion
- DRRA: Abnehmende relative Risikoaversion
- IARA:  Ansteigende absolute Risikoaversion
- DARA:  Abnehmende absolute Risikoaversion
- CARA: Konstante absolute Risikoaversion

#### HARA-Nutzenfunktionen
In der Finanzökonomik kommt eine unter dem Begriff HARA (hyperbolic absolute risk aversion) zusammengefasste Klasse von Nutzenfunktionen zur Anwendung.
Die allgemeine Form der HARA-Nutzenfunktion ist
{\displaystyle u(c)={\frac {1-\gamma }{\gamma }}\left({\frac {ac}{1-\gamma }}+b\right)^{\gamma }}
wobei {\displaystyle c} die Höhe des Konsums ist. Die Funktion muss ggfs. für den Bernoulli-Fall ({\displaystyle \gamma =0}) und den risikoneutralen Fall ({\displaystyle \gamma =1}) mit der Regel von de L’Hospital stetig vervollständigt werden.
Wenn {\displaystyle a=1} und {\displaystyle b=0}, ergibt sich die isoelastische Nutzenfunktion, die mit der Klasse CRRA identisch ist. Sie wird oft im Konsum-Investment-Problem betrachtet, da dort Bankrott im Modell nicht vorkommen kann, sie empirisch relativ adäquat ist und mathematisch noch relativ einfach zu handhaben ist. (Die Seminal Paper von Merton betrachteten zwar auch andere Fälle, aber die Lösungen waren inkorrekt und beinhalteten negativen Konsum.) Die klassische Bernoulli-log-Nutzenfunktion ist ein Spezialfall der isoelastischen Nutzenfunktion. Es lässt sich beweisen, dass alle CRRA-Nutzenfunktionen zur Klasse HARA gehören.
Auch die exponentielle Nutzenfunktion wird wegen ihrer einfachen analytischen Handhabbarkeit oft verwendet. Sie hat die Form {\displaystyle u(c)=-\exp(-ac)/a} und ergibt sich für {\displaystyle b=1} und {\displaystyle \lambda \to -\infty }. Der Parameter {\displaystyle a} bestimmt hier die Risikopräferenz. Sie gehört zur Klasse CARA. Wenn nur die risikoaversen Fälle betrachtet werden sollen, d. h. {\displaystyle a>0}, lässt sie sich zu {\displaystyle u(c)=-\exp(-ac)} vereinfachen.

## Indirekte Nutzenfunktion
Im Kontext des Nutzenmaximierungsproblemes, das sich bei der Konstruktion marshallscher Nachfragefunktionen stellt, wird oftmals eine spezielle „Nutzenfunktion“ verwendet, die so genannte indirekte Nutzenfunktion. Sie wird üblicherweise mit {\displaystyle v} bezeichnet und ist so konstruiert, dass sie in Abhängigkeit von den Güterpreisen und dem Haushaltsbudget direkt das maximale Nutzenniveau angibt, das sich bei der Lösung des entsprechenden Maximierungsproblems unter Nebenbedingungen ergeben hätte.

## Recoverability-Problem
Als Recoverability-Problem bezeichnet man die Fragestellung, aus einer Nutzenfunktion die Präferenzordnung zu bestimmen, die die vorgelegte Nutzenfunktion erzeugt. Dies ist die Umkehrung des Problems, zu einer Präferenzordnung eine Nutzenfunktion mit bestimmten Merkmalen zu finden.

## Makroökonomische Nutzentheorie
Im makroökonomischen Zusammenhang finden gesamtwirtschaftliche Nutzenfunktionen Verwendung, um die Vorteilhaftigkeit bestimmter politischer und ökonomischer Entwicklungen für die gesamtwirtschaftliche Entwicklung zu messen.
In der Makroökonomie wird das Konzept ebenfalls genutzt, um die Verhaltensweise wirtschaftspolitischer Akteure zu modellieren. In diesem Kontext werden im Rahmen der Public-Choice-Theorie beispielsweise Nutzenfunktionen für wiederwahlorientierte Politiker erstellt. Demnach werden Politiker diejenige politische Alternative wählen, die ihren Wiederwahlchancen am meisten nützt.